# Partner (film)
Pour les articles homonymes, voir Partner.
Pour plus de détails, voir Fiche technique et Distribution.
Partner est un film italien réalisé par Bernardo Bertolucci, sorti en 1968.
Il s'agit d'une adaptation du deuxième roman de l’écrivain russe Fiodor Dostoïevski Le Double publié le 1er février 1846 dans Les Annales de la Patrie. Pierre Clémenti en est l'acteur principal.

## Synopsis
Un professeur de théâtre découvre qu'il a un sosie.

## Fiche technique
- Titre : Partner
- Réalisation : Bernardo Bertolucci
- Scénario : Gianni Amico, Bernardo Bertolucci, d'après le roman de Fiodor Dostoïevski
- Photographie : Ugo Piccone
- Montage : Roberto Perpignani (it)
- Musique : Ennio Morricone
- Décors : Francesco Tullio Altan
- Costumes : Nicoletta Sivieri
- Son :
- Producteur : Giovanni Bertolucci
- Sociétés de production : Red Film
- Pays d'origine :  Italie
- Langage : Italien, Français
- Format : Couleur — — 35 mm — 2,35:1 — Son : Mono
- Genre : Film dramatique
- Durée : 105 minutes
- Dates de sortie :
  -  États-Unis : 23 septembre 1968 (festival du film de New York)
  -  Italie : 25 octobre 1968

## Distribution
- Pierre Clémenti : Jacob I e II
- Stefania Sandrelli : Clara
- Tina Aumont : la vendeuse
- Sergio Tofano : Petrushka
- Giulio Cesare Castello : le professeur Mazzoni
- Romano Costa : le père de Clara
- Antonio Maestri : Tre zampe
- Mario Venturini : le professeur d'art dramatique
- Ninetto Davoli : un étudiant
- David Grieco : un étudiant
- Giancarlo Nanni : un étudiant

## Distinctions
Le film a été présenté à la Quinzaine des réalisateurs, en sélection parallèle du festival de Cannes 1969.